# Abdurrahman Ghazi
Abdurrahman Ghazi (in turco ottomano: عبد الرحمان غازي; fine XII secolo – 1329 circa) è stato uno dei luogotenenti di Osman I, il fondatore della dinastia ottomana.

## Biografia
Abdurrahman Ghazi fu formato al fianco di guerrieri come Turgut Alp, Samsa Çavuş, Konur Alp, Akça Koca, Bamsı Beyrek e Aykut Alp. Fu uno dei comandanti di Osman Ghazi, capo della tribù Kayı e poi primo sultano dell'Impero Ottomano. Abdurrahman Ghazi era il comandante della fortezza di Aydos. Servì sotto Ertuğrul, suo figlio Osman Ghazi e suo nipote Orhan Ghazi.
Mentre Konur Alp, Samsa Çavuş e Akça Koca occupavano Nicomedia e Akyazı, Abdurrahman Ghazi conduceva raid sulle fortificazioni vicino a Bisanzio. In particolare, partecipò all'assedio di Bursa, che durò dal 1317 al 1326, ma in seguito a questo assedio, Bursa divenne la nuova capitale dell'Impero Ottomano nel 1326 fino al 1365, prendendo il posto di Söğüt, che fu la capitale dal 1281 al 1326.
Nel 1328, Abdurrahman Ghazi e Konur Alp, uno dei suoi compagni d'arme, furono incaricati da Orhan Ghazi, allora comandante militare ottomano, di conquistare la fortezza di Aydos, situato nell'attuale distretto di Sultanbeyli, vicino a Costantinopoli.
Secondo la leggenda, la figlia del Tekfur del castello di Aydos sognò un uomo che la salvava e si innamorò di lui. Quando gli Ottomani assediarono la città, riconobbe in Abdurrahman Ghazi l'uomo che aveva sognato. Gli inviò una lettera in cui gli chiedeva di fingere di ritirarsi e di tornare la sera in cui gli avrebbe aperto le porte del castello. Così gli Ottomani conquistarono il castello. Alla fine secondo Halil İnalcık, dopo la conquista Abdurrahman Ghazi la sposò ed ebbe un figlio da lei.
Abdurrahman Ghazi compì poi diverse scorrerie su Nicea.
Abdurrahman Ghazi morì intorno al 1329 in circostanze sconosciute. La sua Türbe si trova nel quartiere di Samandıra, nel distretto di Sancaktepe, più precisamente in un villaggio che oggi porta il suo nome, Abdurrahmangazi, nella città metropolitana di Istanbul.